# O Crime do Padre Amaro (2002)
O Crime do Padre Amaro (em espanhol El crimen del padre Amaro) é um filme méxico-hispano-franco-argentino de 2002 dirigido por Carlos Carrera, escrito por Vicente Leñero.
Trata-se de uma adaptação de O Crime do Padre Amaro, de Eça de Queirós, feita pelo roteirista Vicente Leñero e que foi indicada ao Oscar de melhor filme estrangeiro.
A produção suscitou reclamações dos católicos mexicanos, que chegaram a pedir o fim do projecto cinematográfico.

## Elenco
- Gael García Bernal … Padre Amaro
- Ana Claudia Talancón … Amelia
- Sancho Gracia … Padre Benito Díaz
- Angélica Aragón … Augustina Sanjuanera
- Luisa Huertas … Dionisia
- Ernesto Gómez Cruz … Bispo
- Gastón Melo … Martín
- Damián Alcázar … Padre Natalio Pérez
- Andrés Montiel … Rubén de la Rosa